# Velký Chlumec
Velký Chlumec település Csehországban, a Berouni járásban. Velký Chlumec Hostomice, Osov, Dobříš, Skřipel és Vižina településekkel határos. Lakosainak száma 424 fő (2024. január 1.).

## Népesség
A település lakosságának változását az alábbi diagram mutatja:
| Lakosok száma | 677  | 630  | 578  | 496  | 404  | 345  | 389  | 416  | 417  | 424  |
|               | 1869 | 1890 | 1921 | 1950 | 1980 | 2001 | 2017 | 2019 | 2022 | 2024 |